# Lebenshilfe Österreich
Die Lebenshilfe Österreich ist ein Verein, der sich für die Interessen von Menschen mit intellektuellen Behinderungen bzw. mit Lernschwierigkeiten (so genannte geistige Behinderung) und deren Gleichstellung im politischen und sozialen Umfeld durch den Ausgleich von Benachteiligungen einsetzt. Die acht Mitgliedsvereine der 1967 gegründeten Bundesvereinigung begleiten rund 11.000 Menschen mit Behinderungen im Wohn- und Arbeitsbereich, oft deren ganzes Leben hindurch. In 500 Lebenshilfen-Standorte in Österreich arbeiten insgesamt ca. 7.000 Angestellte. Sie werden unterstützt von 900 ehrenamtlich Mitarbeitenden, über 500 Zivildienern und rund 200 Praktikanten.
Der Verband ist Mitglied des europaweit tätigen Verbandes Inclusion Europe und über diesen im Verband Inclusion International vertreten. Im Namen dieser Verbände verweist der Begriff Inklusion darauf, dass Menschen mit Behinderung das Recht haben, inmitten der Gesellschaft zu leben. Vereine mit dem Namen Lebenshilfe bestehen auch in Deutschland, siehe Lebenshilfe Deutschland, und in Südtirol.

## Geschichte
Im Jahr 1967 wurde die Elternbewegung Lebenshilfe gegründet. Eltern, Lehrer und Sympathisanten schlossen sich zusammen und gründeten in den verschiedenen Bundesländern die ersten Landesorganisationen der Lebenshilfe. Im Juli 1967 entstand die Lebenshilfe Österreich als die erste österreichweite Interessengemeinschaft für Menschen mit intellektuellen Behinderungen. Die Studienreisen Ende der 1970er Jahre brachten ein
neues Selbstverständnis. Frühförderung und das Wohnen, einschließlich der besonderen Bedürfnisse alternder und alter Menschen wurden zu Schwerpunkten. Die Lebenshilfe Österreich war an vielen Gesetzesvorhaben aktiv
beteiligt.
Anfang der 1990er Jahre wurde die lose Interessensgemeinschaft zu einem professionell geführten Dachverband ausgebaut. Viele Grundsatzthemen tauchten auf, die bis heute nachwirken: Selbstbestimmung, Selbstvertretung, gemeindenahes Wohnen sowie Stärkung der Elternrolle. In den 1990er Jahren folgte die Unterstützung den Bedürfnissen und Wünschen der einzelnen Personen und löste sich von Gruppenangeboten und Sondermodellen. Im Bereich der Bildung wandelte sich die Forderung vom Recht auf Schule (Integration) zum Recht auf gemeinsame Schule für alle (Inklusion). Im Jahr 1995 veranstaltete die Lebenshilfe Österreich die Gedenk-„Aktion T4“ um auf die Opfer mit geistiger Behinderung im Nationalsozialismus aufmerksam zu machen. Eigenverantwortung und Selbstbestimmung wurde zu den wichtigsten Kriterien. Der Wohnbereich wird zunehmend in kleine Einheiten umstrukturiert.
Im Jahr 2005 beschloss die Lebenshilfe Österreich, nicht mehr den Begriff „geistige Behinderung“ zu verwenden. 2006 veranstaltete sie gemeinsam mit der European Association of Service Providers for Persons with Disabilities (EASPD) und wichtigen Seniorenverbänden die erste gemeinsame europäische Tagung zum Thema „Altern“ von „Menschen mit Behinderungen“. Die „Deklaration von Graz“ wurde zu einem wichtigen europäischen Dokument. Die Lebenshilfe bereitete die Gründung des Selbstvertretungsbeirates vor und koordinierte eine gemeinsame Arbeitsgruppe von Selbstvertreter von Caritas, Diakonie, JAW und Lebenshilfe, die später zum Forum Selbstvertretung in der ÖAR wurde. Im Jahr 2007 gründete die Lebenshilfe den Selbstvertretungs-Beirat auf Bundesebene. 2008 wurde in Österreich die UN-Behindertenrechtskonvention ratifiziert. Die Lebenshilfe setzte sich aktiv für ihre Umsetzung ein. Auf der Tagung „Wege zur Inklusion“ im Jahr 2009 in Bregenz forderte die Lebenshilfe als erste Organisation in Österreich die Inklusion.

### Vorsitzende
- 2004–2022 Germain Weber
- seit 2022 Anton Henckel-Donnersmarck[3]

## Ziel
Ziel ist es, Menschen mit Behinderungen ein möglichst eigenständiges, selbstbestimmtes und aktives Leben zu ermöglichen. Sie sollen gleichberechtigt an der Gesellschaft teilhaben können. Dazu muss der Staat entsprechende Vorkehrungen treffen: physische und mentale Barrieren abbauen, Assistenzleistungen bieten, Rechte gewährleisten.

## Aufgaben
Der Verband bündelt die Informationen der Landesvereine, entwickelt gemeinsam mit ihnen die gesellschaftspolitischen Positionen der Lebenshilfe und tritt über die Bundesgeschäftsstelle in Wien österreichweit als Interessensvertretung für Menschen mit intellektueller Behinderung auf.
Die Aufgaben der Lebenshilfe Österreich sind:

- Gesellschaftspolitik und Recht
- Öffentlichkeitsarbeit
- Veranstaltungen
- Soziale Innovation und Wissensmanagement

### Lobbyarbeit
Die Lebenshilfe Österreich verhandelt mit Politikern und Politikerinnen und mit der Staatsverwaltung über Gesetze, deren Anwendung und deren Auswirkungen auf das Leben von Menschen mit Behinderungen. Sie muss dabei berücksichtigen, dass soziale Agenden großteils in der Kompetenz der Bundesländer liegen, und die besten gefundenen Lösungen als Beispiele für andere hervorheben. Die Lebenshilfe Österreich sieht ihre Aufgabe auch darin, die Rechte von Menschen mit Behinderungen in internationalen Übereinkommen, die Österreich abschließt, zu wahren und dafür einzutreten, dass der derzeitige Stand der Dinge in Österreich von der „Sozialbürokratie“ nicht positiver eingeschätzt wird, als er tatsächlich ist.
Diese Arbeit hat durch die von Österreich am 26. Oktober 2008 ratifizierte „UNO-Behindertenkonvention“ (offiziell: Übereinkommen über die Rechte von Menschen mit Behinderungen) wesentliche Impulse erhalten. Die Konvention definiert das Recht Behinderter auf gleichberechtigte Teilhabe an der Gesellschaft, verlangt staatliche Hilfen zum Ausgleich von Handicaps und wendet sich gegen Aussonderung, z. B. im Schulbereich. Die Lebenshilfe Österreich arbeitet mit dem vom Sozialministerium eingerichteten „Monitoringausschuss“ zusammen, der die Übertragung der Konvention in österreichisches Recht überwacht.

### Öffentlichkeitsarbeit
Um über die unmittelbaren Interessenten hinaus Zustimmung zu ihren Forderungen zu finden, informiert die Lebenshilfe Österreich die Öffentlichkeit über die Situation von Menschen mit Behinderungen.
In diesem Sinn ist der Verband auch einer der Träger des Literaturpreises „Ohrenschmaus“, der 2007 von Franz-Joseph Huainigg für Menschen mit Lernschwierigkeiten initiiert wurde.

### Wissensvermittlung
Die Lebenshilfe Österreich bietet direkt oder über ihre Mitgliedsvereine Bildungsveranstaltungen zu einschlägigen Themen an.

## Lebenshilfe-Landesvereine
Eigenständige Landesvereine sind in allen österreichischen Bundesländern außer dem Burgenland tätig. Drei davon sind älter als die Bundesvereinigung. Die als Elternvereine entstandenen Institutionen sahen sich gezwungen, für ihre erwachsenen Kinder Werkstätten und Wohnhäuser einzurichten, da die öffentliche Hand selbst damals (wie heute) keine für Menschen mit intellektuellen Behinderungen vorgesehenen Standorte betrieb.
Die Landesvereine sind voneinander und von der Lebenshilfe Österreich wirtschaftlich unabhängig. In sieben Bundesländern (nicht in Wien) bestehen lokale bzw. regionale Untergliederungen der Landesvereine. Im ländlichen Raum haben die Lebenshilfe-Standorte wenig Konkurrenz; in der Großstadt Wien ist mittlerweile mindestens ein Dutzend Anbieter aktiv.

### Lebenshilfe Kärnten
Die Lebenshilfe Kärnten setzt sich für Menschen mit Behinderungen und deren selbstverständlichen Teilhabe am gesellschaftlichen Leben ein. Die gemeinnützige Organisation führt an den Standorten Klagenfurt am Wörthersee, Ledenitzen, Spittal an der Drau und Wolfsberg Werkstätten und Wohnhäuser, in denen Menschen mit Behinderungen arbeiten, begleitet werden und sich individuell weiterentwickeln können. Mobile Assistenzleistungen runden das Angebot ab. Zusätzlich führt die Lebenshilfe Kärnten das Pflegekompetenzzentrum „Lebensalm“ am Radsberg in Ebenthal, in dem Menschen im Alter betreut werden.
- Der Verein wird gebildet von Vereinsmitgliedern sowie ehrenamtlich Tätigen und ist die Interessensvertretung von Menschen mit Behinderungen. Er ist 100%iger Gesellschafter der gemeinnützigen GmbHs.
- Die gemeinnützige GmbH ist operativer Dienstleister und führt die Werkstätten und Wohnhäuser.
- Die gemeinnützige Seniorenwohnheim Ebenthal GmbH betreut Bewohner aller Pflegestufen.[6]

### Lebenshilfe Niederösterreich
Die Lebenshilfe Niederösterreich wurde im Dezember 1967 als Verein ins Leben gerufen und ist berechtigt das Österreichische Spendengütesiegel zu führen. Der Landesverein besitzt derzeit drei gemeinnützige Gesellschaften mit beschränkter Haftung, über die die praktische Arbeit geleistet wird:
- Lebenshilfe Niederösterreich gemeinnützige GmbH
- chance plus gemeinnützige GmbH
- flying hands Dienstleistungsges.m.b.H.

### Lebenshilfe Oberösterreich
Die Lebenshilfe Oberösterreich ist Träger von Einrichtungen für Menschen mit Beeinträchtigung und setzt sich als solche auch als Interessensvertretung für Menschen mit Beeinträchtigung ein. Gegründet im Jahr 1969 entstand sie aus einer Elterninitiative heraus und hat sich mittlerweile als eine der größten Organisationen in der oberösterreichischen Behindertenhilfe entwickelt.
Der Betrieb der Lebenshilfe Oberösterreich wird von der Sozialabteilung des Landes Oberösterreich finanziert.
Derzeit setzen sich rund 1.700 Mitarbeitende für über 1.900 Menschen mit Beeinträchtigung ein. Die Begleitung im flächendeckenden Angebot umfasst fünf Frühförderstellen, fünf Kindergärten, 56 Wohneinrichtungen, mobile Betreuung, 41 Werkstätten, Shops, Cafés und Hofläden und einen heilpädagogischen Hort. Menschen mit Beeinträchtigung finden über den gesamten Lebensbogen – von der Kindheit an bis ins hohe Alter – Begleitung und individuelle Unterstützung.
Die Lebenshilfe Oberösterreich bietet auch eine kostenlose Sozialrechtsberatung an. Die Beratung erfolgt kostenlos und kann jederzeit von Menschen mit Beeinträchtigung sowie deren Angehörigen in Anspruch genommen werden. Jedes Anliegen – egal ob es sich dabei um Themen zur Familienbeihilfe, zum Chancengleichheitsgesetz oder zur Vorsorgevollmacht handelt – wird individuell geprüft, die Beratung erfolgt persönlich und diskret.

### Lebenshilfe Salzburg
Die 1967 gegründete Lebenshilfe Salzburg hat von Beginn an auf familiennahe, regionale Strukturen gesetzt. Unsere Dienstleistungen „Unterstütztes Arbeiten“ und „Unterstütztes Wohnen“ sind in sich differenziert (Werkstätten, Außenarbeitsplätze, teilbetreute und vollbetreute Wohngemeinschaften) und richten sich an Erwachsene mit intellektueller Beeinträchtigung. Die Lebenshilfe bietet außerdem Frühförderung und Familienbegleitung in allen Regionen Salzburgs an sowie medizinische Diagnostik und Therapie für Kinder, Jugendliche und Erwachsene im „Ambulatoriums für Entwicklungsdiagnostik und Therapie“ der Lebenshilfe. Weitere Angebote sind ein Integrationskindergarten und Familienberatung.
Seit September 2018 ist die Lebenshilfe Salzburg Gesellschafter des Community-Fernsehens FS1.

### Lebenshilfe Steiermark
Die Lebenshilfe Steiermark ist die größte Interessenvertretung für Menschen mit Behinderung in der Steiermark. Sie engagiert sich für die Verbesserung ihrer Lebensbedingungen und die Umsetzung der Rechte aus der UN-Behindertenrechtskonvention. Die Lebenshilfe Steiermark tritt für eine Gesellschaft der Vielfalt und ein selbstbestimmtes, gleichberechtigtes und inklusives Leben für alle ein.
Die Mitglieder der Lebenshilfe Steiermark sind:
Lebenshilfe Ausseerland, Lebenshilfe Südoststeiermark, Lebenshilfe Fürstenfeld, Lebenshilfe Hartberg, Lebenshilfe Region Judenburg, Lebenshilfe Knittelfeld, Lebenshilfe Leibnitz, Lebenshilfe Leoben, Lebenshilfe Murau, Lebenshilfe Trofaiach
Die steirischen Lebenshilfen führen Dienstleistungsbetriebe, die umfassende Dienstleistungen für Menschen mit Behinderungen und andere Zielgruppen anbieten.
- 1981–1987 Maria Pachleitner, Präsidentin

### Lebenshilfe Tirol
Die Lebenshilfe Tirol versteht sich als Menschen- und Bürgerrechtsorganisation. Sie setzt sich dafür ein, dass jede und jeder in einem barrierefreien Umfeld ein selbstbestimmtes und erfülltes Leben führen – in einer weltoffen-regionalen Gesellschaft, mit einer lebenswerten, intakten Umwelt. Die Lebenshilfe Tirol ist dabei eine beherzte Wegbegleiterin und Mitgestalterin einer inklusiven Gesellschaft.
Die Angebote umfassen den Bereich Wohnen, Arbeiten, Frühförderung und Familienbegleitung, Freizeitassistenz und Familienentlastung sowie eine kostenlose, vertrauliche Beratung und Peer-Beratung.
Die Lebenshilfe Tirol wurde 1963 mit Karl Winkler und Erich Schaber gegründet. 2001 wurde die Lebenshilfe Tirol gem. GmbH aus dem Verein Lebenshilfe Tirol ausgelagert. Sie ist aber weiterhin eine 100%ige Tochter des Vereins. 2010 wurden vom Publizisten Markus Wilhelm schwere Vorwürfe erhoben, weshalb der Vorstand teils zurücktrat und die Staatsanwaltschaft ermittelte. Dieses Ermittlungsverfahren wurde im Dezember 2011 endgültig eingestellt. Nach Angaben der Staatsanwaltschaft Innsbruck lag kein strafrechtlich relevantes Verhalten vor.
Die Lebenshilfe Tirol arbeitet eng mit Angehörigen, Erwachsenenvertretern, regionalen Obleuten, Gemeinden und dem Land Tirol zusammen und macht sich für die Umsetzung der UN-Behindertenkonvention stark. Unter der neuen Geschäftsführung wurde sie Mitglied der arge SODiT, ist Klimabündnispartner, hat die Charta der Vielfalt unterzeichnet, ist Mitglied des Netzwerk betriebliche Gesundheitsförderung BGF, gerade dabei das Audit berufundfamilie zu finalisieren und erstellt eine Gemeinwohlbilanz.

#### Repräsentanten
- seit 2015 Peter Heidler, Präsident des Vereins Lebenshilfe Tirol
- seit 2011 Wilfrid Pleger, Geschäftsführer Verein Lebenshilfe Tirol
- seit 2012 Georg Willeit, Geschäftsführer Lebenshilfe Tirol gem. GmbH

### Lebenshilfe Vorarlberg
Die Lebenshilfe Vorarlberg wurde 1967 von engagierten Persönlichkeiten und Angehörigen von Menschen mit Behinderungen als private Selbsthilfeorganisation gegründet. Heute ist der gemeinnützige Verein mit seinen drei Tochtergesellschaften (Lebenshilfe, Sunnahof und Integratives Ausbildungszentrum) ein modernes, privates Sozialunternehmen.
Ihren Auftrag sieht die Lebenshilfe Vorarlberg in der Interessensvertretung sowie als Dienstleistungsunternehmen für Menschen mit Behinderungen und ihren Angehörigen. Die Lebenshilfe Vorarlberg begleitet und unterstützt Menschen mit Behinderungen in den Bereichen Arbeiten, Ausbilden, Wohnen und Freizeit, bei einem selbstbestimmten und erfüllten Leben inmitten der Gesellschaft.
Der Leitsatz der Organisation lautet „Menschen brauchen Menschen“.
- seit 2014 Gabriele Nußbaumer, Präsidentin

### Lebenshilfe Wien
Die Lebenshilfe Wien wurde 1961 als Elterninitiative gegründet. Der Verein begleitet Menschen mit intellektueller Beeinträchtigung bei einem selbstbestimmten Leben ohne Barrieren und einem sozialen Miteinander inmitten von Wien. Die Lebenshilfe Wien ist eine gemeinnützige Organisation, unabhängig von politischen Parteien und finanziert vom Fonds Soziales Wien, Mitgliedsbeiträgen, privaten Spendern und Unternehmenspartnern.
Die Mission des Vereins ist es, dass jeder Mensch seinen Platz inmitten der Gesellschaft findet und tragfähige Brücken zwischen unterschiedlichen Menschen und Organisationen in der Gesellschaft gebaut werden.
Mit Stand Dez. 2019 beschäftigt die Organisation 302 Mitarbeiter und begleitet 444 Kunden mit intellektueller Beeinträchtigung.
Vom Vereinssitz in der Brehmstraße in Wien-Simmering aus betreibt die Lebenshilfe Wien über ganz Wien verteilt sechs Werkstätten, zwölf Wohngemeinschaften sowie zwei Standorte, von wo aus Personen in eigenen oder angemieteten Wohnungen begleitet werden. Ein weiterer Garconnierenverbund wird derzeit gebaut und wird im Herbst 2020 auf den ehemaligen Mautner-Markhof-Gründen in Simmering eröffnet.
Eine eigene Interessenvertretung und Angehörigenberatung setzt sich dafür ein, dass die Anliegen von Menschen mit intellektueller Beeinträchtigung und deren Familien in Politik und Gesellschaft berücksichtigt werden.

## Finanzierung
Finanzierungspartner der Behindertenhilfe und Aufsichtsorgan ist, da es sich um eine Materie der Landeskompetenz ohne bundeseinheitliche Regelung handelt, die jeweilige Landesregierung oder die von ihr beauftragte Landesinstitution (in Wien z. B. der Fonds Soziales Wien). Die Landesregierung übernimmt jedoch zumeist nicht die vollen Kosten der Betreuung geistig behinderter Menschen; Teilbeträge müssen aus den Behinderten zustehenden Förderungen (dem Pflegegeldrest bzw. „Taschengeld“, das dem Behinderten bei Unterbringung in einem Wohnheim zur Bezahlung seiner Kleidung und seiner Freizeitbedürfnisse bleibt, und der erhöhten Familienbeihilfe) oder, so vorhanden, von deren nächsten Angehörigen beglichen werden.